# Cabolafuente
Cabolafuente – gmina w Hiszpanii, w prowincji Saragossa, w Aragonii, o powierzchni 39,24 km². W 2011 roku gmina liczyła 44 mieszkańców.